# 피치 블랙 훈련

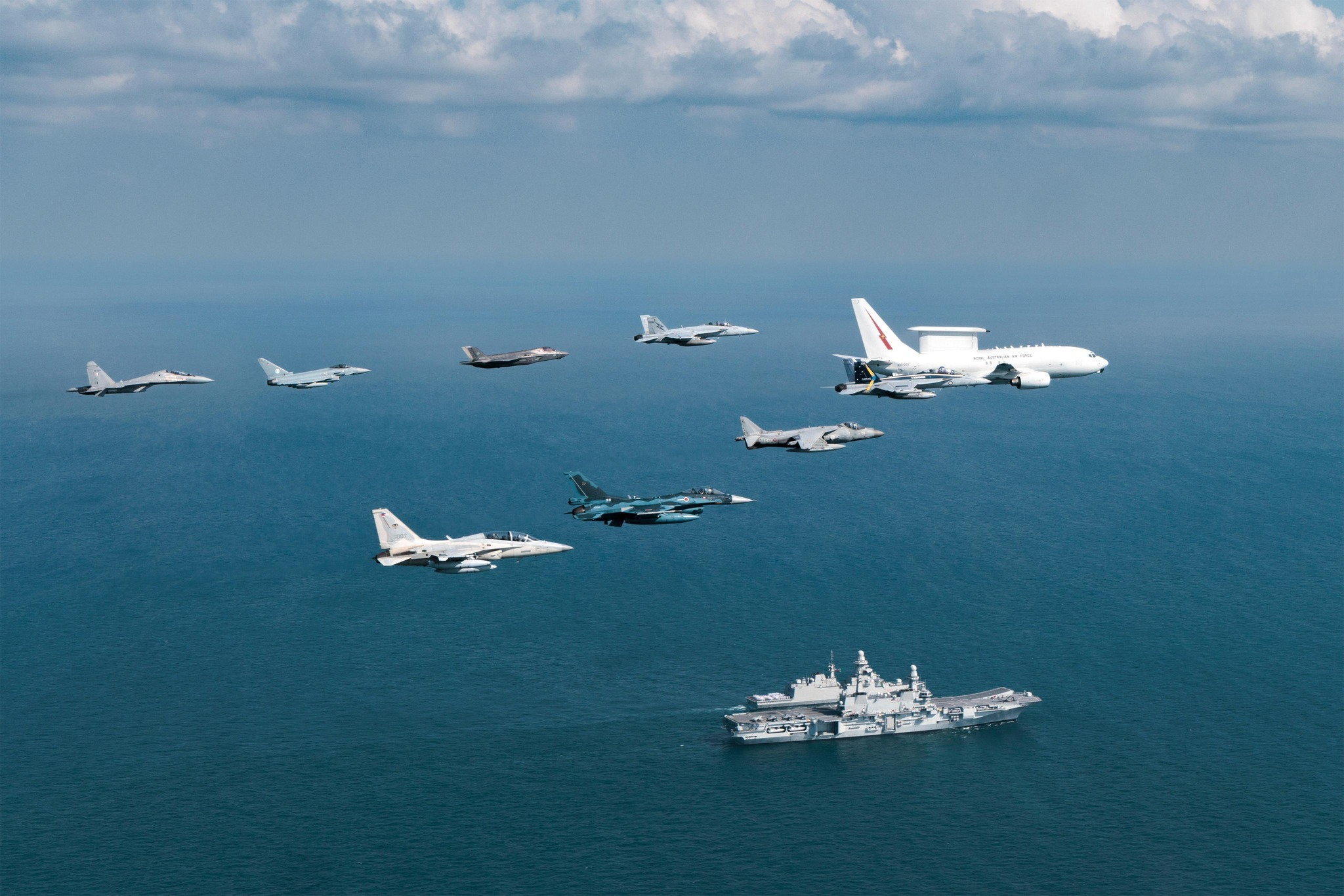
2024년 피치 블랙 훈련

피치 블랙 훈련은 2년마다 오스트레일리아 왕립 공군에 의해 주최되는 전쟁훈련이다. 이 훈련은 호주 북부에 소재한 다윈 공군 기지와 틴달 공군 기지에서 이뤄진다. 이 훈련의 목적은 공세적 제공 작전(OCA)과 방어적 제공 작전(DCA) 전투를 가상 전장을 배경으로 훈련하는 것이다. 또한 훈련은 '홍군'과 '청군'으로 서로 다른 위치를 거점으로 전투를 벌이게 된다. 훈련의 이름(Pitch Black-칠흑같이 새까만)에서 알 수 있듯이. 빛이 매우 적은 환경에서 훈련이 이뤄진다.

## 배경
피치 블랙 훈련은 1981년 6월 15일~16일 동안 호주 공군 내 여러 부대들에 의해서 처음으로 진행되었다.
피치 블랙 훈련이 다국적군 훈련으로 변화하게 된 시점은 1983년이며, 미국과 합동 훈련을 진행하였고, 1990년에는 싱가포르가 합류하였다. 이후 피치 블랙 훈련은 호주와 안보로 연결된 프랑스 공군, 말레이시아 공군, 싱가포르 공군. 태국 공군, 뉴질랜드 공군, 미국 공군을 포함하게 된다. 전투기를 훈련에 참가시키지 못하는 국가들은 그 대신 참관단을 보내고 있다.
비록 2000, 2004, 2006 훈련이 노던 준주에서 개최되었지만, 2002 훈련은 축소된 규모로 호주 동부 해안 근처에 위치한 엠버레이 공군 기지와 윌리엄타운 공군 기지에서 진행되었다. 글렌브룩 공군 기지(시드니 근교 소재)는 사령부 및 관제사령부로 사용되고 있으며, 훈련 중 실제 전시 상황을 가정한 것처럼 훈련이 이뤄지고 있다.

## 2006년
2006년 훈련은 7월 31일부터 8월 8일까지 진행되었으며, 호주, 싱가포르, 태국, 영국과 미국이 참가하였다. 커틴(간이비행장) 공군기지가 다윈 공군 기지와 함께 공세적 제공 작전용 기지로 사용되었다. 제너럴 다이내믹스 F-111 아드바크가 커틴 공군 기지에 배치되어 있었다.

## 2008
2008년 훈련은 6월 6일부터 27일 동안 진행되었다. 약 3000명의 군인들과 60개의 전투기가 훈련에 참가하였다. 참가국은 호주(공군), 프랑스(공군), 말레이시아(공군), 싱가포르(공군), 태국(공군), 미국(공군, 해병대, 해군), 그리고 북대서양 조약 기구가 참관단을 보냈다.

## 2010
2010년 훈련은 7월 16일부터 8월 6일 동안 진행되었다. 호주, 뉴질랜드, 싱가포르와 태국이 참여하였다. 2010년을 끝으로 호주 공군은 제너럴 다이내믹스 F-111 아드바크를 퇴역시켰다.

## 2012
2012년 훈련은 7월 27일부터 8월 17일까지 진행되었다. 이 훈련에 호주, 인도네시아, 뉴질랜드, 싱가포르, 태국 및 미국 100대의 항공기와 함께 2,200명 이상의 인력이 참여했다. 인도네시아가 이번 훈련에 처음으로 참여한 바 있다. 인도네시아 공군 수호이 Su-27과 수호이 Su-30 전투기를 참가시켰다.

## 2014
2014년 훈련은 2014년 8월 4일부터 8월 22일까지 진행되었다. 오스트레일리아, 뉴질랜드, 싱가포르, 태국, 아랍에미리트 및 미국으로부터 최대 110대의 항공기가 참가했다.

## 2016
2016년 훈련은 7월 29일부터 8월 19일까지 진행되었다. 115개 항공기와 캐나다, 프랑스, 독일, 인도네시아, 네덜란드, 뉴질랜드, 싱가포르, 태국, 미국 군대의 2,500명이 참가했다.

## 2018
2018년 훈련은 7월 27일부터 8월 17일까지 진행되었다. 참가국은 호주, 캐나다, 프랑스, 독일, 인도, 인도네시아, 말레이시아, 네덜란드, 뉴질랜드, 싱가포르, 태국 및 미국 등이다. 인도 공군 처음으로 훈련에 참여했다. 131대의 항공기와 거의 4,000명의 군인들이 참여했다.

## 2022
2022년 8월 19일부터 9월 8일까지 17개 참가국, 즉 호주, 캐나다, 프랑스, 독일, 인도, 인도네시아, 일본, 한국, 말레이시아, 네덜란드, 뉴질랜드, 필리핀, 싱가포르, 태국, 아랍에미리트, 영국, 미국 등이 참여했다. 코로나19 범유행로 인해 거의 4년 만에 처음으로 개최되었으며 2500 명 이상의 군인들이 훈련에 참여하였다.

## 2024
2024년 7월 12일부터 8월 8일까지 140대의 항공기와 4000명 정도의 군인들이 참가할 예정이며, 이는 43년 역사 간 가장 큰 규모로 진행되는 훈련이다.